# چستر (مریلند)
چستر (به انگلیسی: Chester) شهری در ایالت مریلند کشور ایالات متحده آمریکا است که جمعیت آن در سرشماری سال ۲۰۱۰ میلادی، ۴٬۱۶۷ نفر بوده‌است.